# Richard von Hertwig

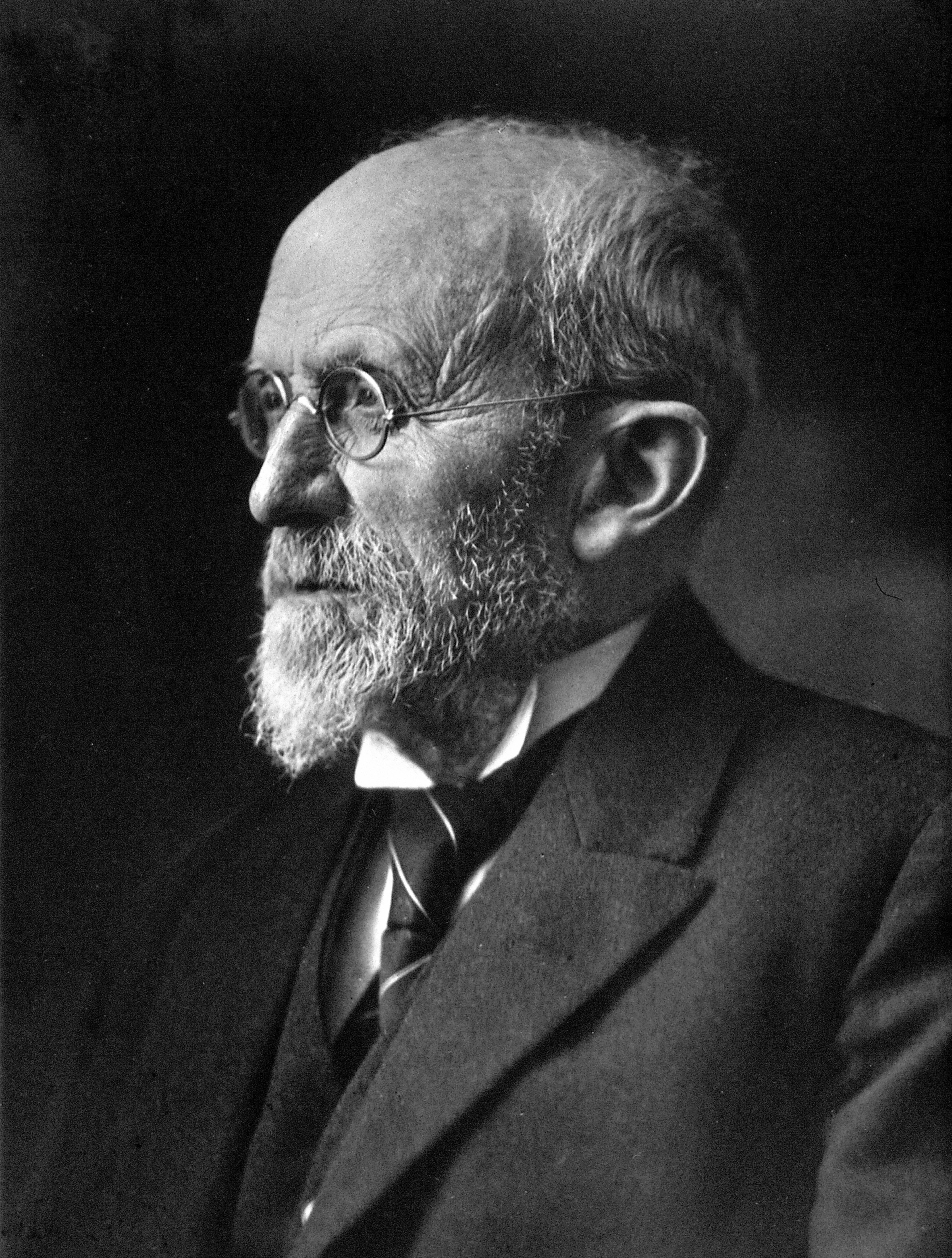
Richard von Hertwig, 1930

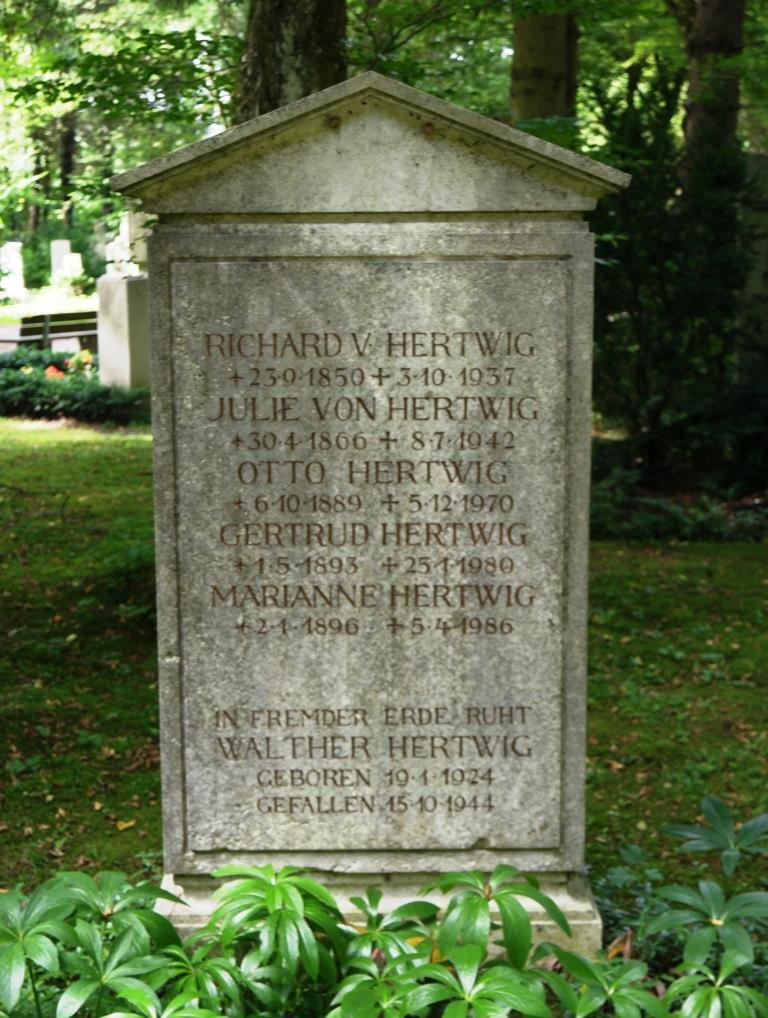
Grab von Richard von Hertwig auf dem Waldfriedhof in München-Solln

Richard Wilhelm Karl Theodor Hertwig, ab 1909 Ritter von Hertwig, (* 23. September 1850 in Friedberg/Hessen; † 3. Oktober 1937 in Schlederloh im Isartal) war ein deutscher Mediziner und Zoologe.

## Leben
Richard Hertwig studierte gemeinsam mit seinem älteren Bruder Oscar Hertwig, mit dem er auch Schule und Gymnasium in Mühlhausen/Thüringen absolviert hatte, zunächst Chemie und dann Medizin an der Universität Jena. Unter Einflussnahme Ernst Haeckels verlagerte er sein Interesse mehr zur Zoologie und Biologie. 1872 machte er an der Universität Bonn seinen Doktor und arbeitete dort als Assistent bei Max Schultze am Anatomischen Institut, und zwar in unregelmäßigem Wechsel mit seinem Bruder Oscar Hertwig.
Nach dem Tode von Max Schultze habilitierte er sich 1875 in Jena bei Ernst Haeckel im Bereich der Zoologie und wurde dort 1878 außerordentlicher Professor, bis er 1881 an die Universität Königsberg als ordentlicher Professor für Zoologie berufen wurde. Im Jahr 1881 wurde von Hertwig zum Mitglied der Leopoldina gewählt. Als Nachfolger von Franz Troschel wechselte er 1883 an die Universität Bonn und wurde dort erster Direktor des Zoologischen Museums und Instituts. Allerdings folgte er schon 1885 einem Ruf an die Ludwig-Maximilians-Universität München, wo er bis 1925 blieb und als Leiter der Zoologischen Staatssammlung sowie als Direktor des Zoologischen Instituts wirkte, die er zu einem Zentrum der biologischen Wissenschaft entwickelte.
Sein Lehrbuch der Zoologie hielt er von 1891 bis 1931 über 15 Auflagen auf dem Laufenden. Ab 1885 als außerordentliches Mitglied und ab 1889 als ordentliches Mitglied gehörte Hertwig der Bayerischen Akademie der Wissenschaften an. 1901 war er Vorsitzender der Gesellschaft Deutscher Naturforscher und Ärzte. 1905 wurde er zum korrespondierenden Mitglied der Russischen Akademie der Wissenschaften in Sankt Petersburg gewählt. 1906/1907 war er Präsident der Deutschen Zoologischen Gesellschaft. 1909 wurde er in den bayerischen Personaladel aufgenommen. Seit 1910 war er korrespondierendes Mitglied der Göttinger Akademie der Wissenschaften und auswärtiges Mitglied der Accademia Nazionale dei Lincei in Rom. 1917 wurde ihm die Helmholtz-Medaille verliehen. Im gleichen Jahr gehörte er zu dem Gründungsmitgliedern der antisemitischen Deutschen Vaterlandspartei, der auch Wolfgang Krapp, Alfred von Tirpitz sowie Ludwig Thoma, Max von Gruber, Emil Kraepelin und Ernst Rüdin angehörten. 1929 wurde von Hertwig in die National Academy of Sciences gewählt, 1932 wurde er Ehrenmitglied der Leopoldina. 1933 wurde er mit der Friedensklasse des Ordens pour le mérite ausgezeichnet und nach der „Machtergreifung“ der Nationalsozialisten 1933 zum Ehrenmitglied der Deutschen Gesellschaft für Vererbungswissenschaft ernannt.
Sein Schüler Otto Koehler wurde zu einem der Begründer der Ethologie in Deutschland.

## Forschungstätigkeit
Zu Beginn seiner Laufbahn machte er viele Arbeiten zusammen mit seinem Bruder Oscar Hertwig. Zusammen entwickelten sie 1881 die Coelomtheorie, ein Versuch der Erklärung des mittleren Keimblatts im Coelom (der sekundären Leibeshöhle), die wichtige Erkenntnisse in der Embryologie brachte. Sie vermutet, dass sich alle Organe und Gewebe verschiedenartig aus drei grundlegenden Gewebeschichten entwickeln.
Hertwig arbeitete systematisch an mehreren Gruppen von Wirbellosen und erstellte grundlegende Arbeiten zum Bau von Tieren. 1895 stellte er innerhalb der Bivalvia die heute noch valide Unterklasse Heteroconchia  (s. Systematik der Muscheln) auf. Bekannt sind auch seine Beiträge zur Protozoenforschung. Er war auch der erste, der anhand des Seeigeleis den Befruchtungsprozess erstmals richtig als Verschmelzung von Ei- und Spermakern erklärte. Im Jahr 1896 war es ihm gelungen, das Seeigel-Ei mit Strychnin künstlich zur Entwicklung (Parthenogenese) anzuregen.
Später untersuchte er mit seiner Nichte Paula Hertwig und seinem Neffen Günther Hertwig, den Kindern seines Bruders Oscar, noch die Einwirkung von Radiumstrahlen auf tierische Keimzellen.

## Schriften
- Zur Histologie der Radiolarien: Untersuchungen über den Bau und die Entwicklung der Sphaerozoiden und Thalassicolliden. 1876, doi:10.5962/bhl.title.14887
- Das Nervensystem und die Sinnesorgane der Medusen. 1878
- Die Actinien. 1879, doi:10.5962/bhl.title.15278
- Chätognathien. 1880
- Die Coelomtheorie. Versuch einer Erklärung des mittleren Keimblattes. Jena 1881
- Report on the Actiniaria dredged by H.M.S. Challenger during the years 1873–1876. 1888, doi:10.5962/bhl.title.11290
- Lehrbuch der Zoologie. Jena 1892, doi:10.5962/bhl.title.1695
  - 3. Aufl. – Jena : G. Fischer, 1895
  - 8. Aufl. – Jena : G. Fischer, 1907. Digitalisierte Ausgabe der Universitäts- und Landesbibliothek Düsseldorf
  - 9. Aufl. – Jena : G. Fischer, 1910. doi:10.5962/bhl.title.1683
- Über Korrelation von Zell- und Kerngröße (Kernplasmarelation). In: Biol Zbl 23, 1903: 49–62.
- Ueber physiologische Degeneration bei Actinosphaerium Eichhorni. Nebst Bemerkungen zur Aetiologie der Geschwülste. In: Denkschriften der Medizinisch-Naturwissenschaftlichen Gesellschaft zu Jena, 11, (= Festschrift zum siebzigsten Geburtstage von Ernst Haeckel, Herausgegeben von seinen Schülern und Freunden), Fischer, Jena 1904, S. 301–354 (Digitalisat)
- Abstammungslehre, Systematik, Paläontologie, Biogeographie. In: Die Kultur der Gegenwart. Dritter Teil. Mathematik Naturwissenschaften Medizin. Berlin 1914, doi:10.5962/bhl.title.1377
- Abstammungslehre und neuere Biologie. 1927